# Volker Grabow
Volker Grabow (født 27. september 1956 i Essen, Vesttyskland) er en tysk tidligere roer og dobbelt verdensmester, storebror til Guido Grabow.
Grabow vandt (sammen med sin bror Guido Grabow samt Norbert Keßlau og Jörg Puttlitz) bronze for Vesttyskland ved OL 1988 i Seoul i disciplinen firer uden styrmand. Tredjepladsen blev sikret i en finale, hvor Østtyskland vandt guld, mens USA tog sølvmedaljerne. Han var med i samme disciplin ved OL 1984 i Los Angeles, hvor vesttyskerne sluttede på fjerdepladsen.
Grabow vandt desuden to VM-guldmedaljer i firer uden styrmand, i henholdsvis 1983 og 1985, samt en sølvmedalje i 1986.

## OL-medaljer
- 1988:  Bronze i firer uden styrmand